# Aulan
Aulan là một xã thuộc tỉnh Drôme trong vùng Auvergne-Rhône-Alpes đông nam nước Pháp. Xã Aulan nằm ở khu vực có độ cao từ 720-1122 mét trên mực nước biển.